# Winston Elliott Scott
Winston Elliott Scott (Miami, Florida, 1950. augusztus 6. –) amerikai pilóta, űrhajós.

## Életpálya
1972-ben a Florida State University keretében zenéből vizsgázott. 1974-ben repülőgép és helikopter vezetői jogosítványt kapott.  Helikopter pilótaként négy évet szolgált tengeralattjáró-elhárítóként. 1978-ban az USA Haditengerészeti Posztgraduális Iskolájában repülőmérnöki oklevelet szerzett. Átképzését követő szolgálati gépe az F–14 Tomcat volt. Tesztpilóta kiképzésben részesült. Az F/A–18 Hornet és az A–7 Corsair II változatait repülte és tesztelte. Több mint 5000 órát tartózkodott a levegőben, több mint 20 repülőgépet vezetett és tesztelt, több mint 200 alkalommal landolt repülőgép-hordozó vagy hadihajó fedélzetén.
1992. március 31-től a Lyndon B. Johnson Űrközpontban részesült űrhajóskiképzésben. Két űrszolgálata alatt összesen 24 napot, 14 órát és 35 percet (590 óra) töltött a világűrben. Három űrsétát (kutatás, szerelés) hajtott végre, összesen 19 óra 26 percet töltött az űrrepülőgépen kívül. Űrhajós pályafutását 1999. július 31-én fejezte be. 1999-től a Floridai Egyetem Hallgatói Ügyek alelnöke. A College of Aeronautics a Florida Institute of Technology dékánja.

## Űrrepülések
- STS–72, az Endeavour űrrepülőgép 10. repülésének küldetésfelelőse. 10 hónappal korábban Japánból indult Space Flyer Unit (SFU) csillagvizsgáló űreszközt, valamint az OAST–Flyer platformot a robotkarral visszanyerték és visszaszállították a Földre. Első űrszolgálata alatt összesen 8 napot, 22 órát és 01 percet (214 óra) töltött a világűrben. Első űrséta (kutatás, szerelés) alatt összesen 6 óra 54 percet töltött az űrrepülőgép rakterében. 6 000 000 kilométert (3 700 000 mérföldet) repült, 142 kerülte meg a Földet.
- STS–87, a Columbia űrrepülőgép 24. repülésének küldetésfelelőse. Az amerikai mikrogravitációs laboratóriumban (USMP–4) a legénység 12 órás munkaciklusokban végezte az előírt szakmai programot. Az üzemképtelen SPARTAN 201-04 nap megfigyelő műholdat kívánták visszanyerni. A lassan forgó műholdat a robotkar segítségével többszöri próbálkozás ellenére sem sikerült elfogni. Doi Takao több mint 2 órás várakozás után a lassan forgó műholdat kézzel megfogta és bevezette az űrrepülőgép rakterébe. Második űrszolgálata alatt összesen 15 napot, 16 órát és 34 percet (376 óra) töltött a világűrben. Kettő űrséta alatt 12 órát és 43 percet tartózkodott az űrrepülőgépen kívül. 10 500 000 kilométert (6 500 000 mérföldet) repült, 250 kerülte meg a Földet.
- STS–92, a Discovery űrrepülőgép 28. repülésének pilótája. Az 5. küldetés az  ISS űrállomásra. A robotkar segítségével új elemet szereltek az űrállomásra, biztosítva a további szerelést, a nagyobb állomány tartós elhelyezését. Harmadik űrszolgálata alatt összesen 12 napot, 21 órát, 40 percet és 25 másodpercet (310 óra) töltött a világűrben. 8 500 000 kilométert (4 900 000 mérföldet) repült, 202 kerülte meg a Földet.